# 赫拉布茲納 (特諾皮爾州)
49°40′13″N 25°1′21″E / 49.67028°N 25.02250°E
赫拉布茲納（羅馬化：Khrabuzna）是烏克蘭的村落，位於該國西部捷爾諾波爾州，由捷尔诺波尔区負責管轄，始建於1770年，面積0.71平方公里，2001年人口148，人口密度每平方公里209.9人。